# Mantello di piume

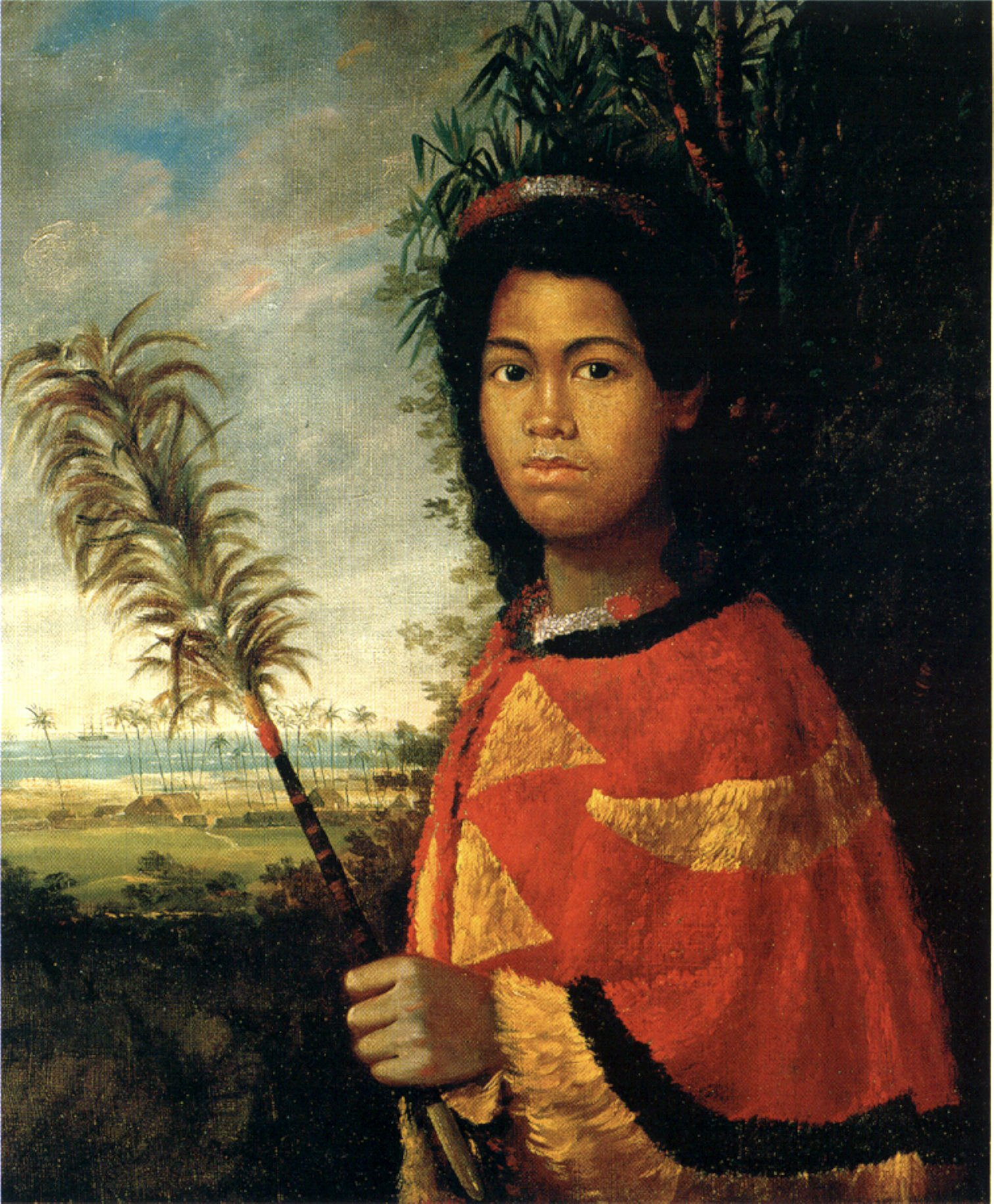
Principessa Nahiennaena con indosso il suo mantello di piume, 1825

Il mantello di piume è un indumento che è stato usato da diverse culture e in diverse aree geografiche.

## Storia e folklore

### Hawaii

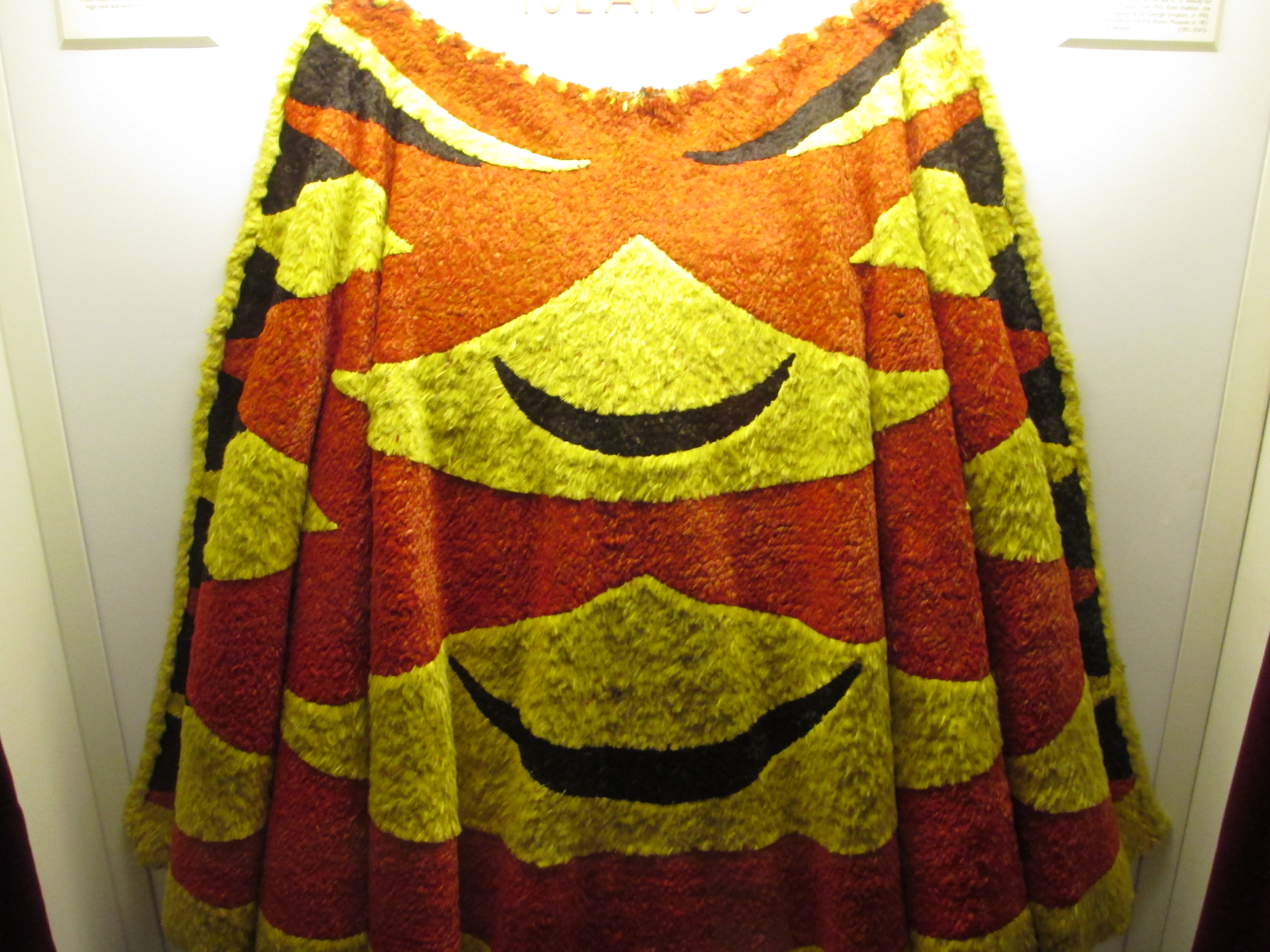
Mantello di piume hawaiiano nel Pitt Rivers Museum

Mantelli di piume piuttosto elaborati e chiamati ʻahu ʻula furono creati dai primi hawaiani per gli aliʻi (la famiglia reale). Le piume erano anche usate nella realizzazione delle gonne femminili chiamate pāʻū. Per ottenere le piume si uccidevano uccelli come ʻiʻiwi e ʻapapane, che fornivano piume rosse: questi animali venivano prima uccisi e poi scuoiati. Le piume di colore giallo, invece, erano ottenute da animali più rari come ʻōʻō e mamo: poiché queste erano specie rare, si usava una filosofia di cattura e rilascio per assicurare la disponibilità futura.

### Nuova Zelanda
Nella cultura Maori le piume sono un segno di rango principale e il kahu huruhuru (mantello di piume), è ancora usato come segno di rango, rispetto e riconoscimento.

### Brasile
I mantelli di piume venivano utilizzati dal popolo Tupinambá: questi indumenti prendevano il nome di gûaraabuku ed erano indossati dai paîé (gli sciamani tupiani) durante i loro riti. Erano ricoperti delle piume rosse del gûará, ovvero l'ibis scarlatto, e avevano un cappuccio in cima che poteva coprire tutta la testa, le spalle e le cosce.

### Irlanda
In Irlanda, la classe elitaria di poeti conosciuta come filid indossava un mantello piumato, il tuigen.